# Airbus Helicopters H160
Airbus Helicopters H160 – wielozadaniowy, zbudowany z kompozytów, średni, 6 tonowy śmigłowiec produkcji Airbus Helicopters. Maszyna ma być następcą starszych śmigłowców Eurocopter Dauphin i jego zmodernizowanej wersji Eurocopter EC155.

## Historia

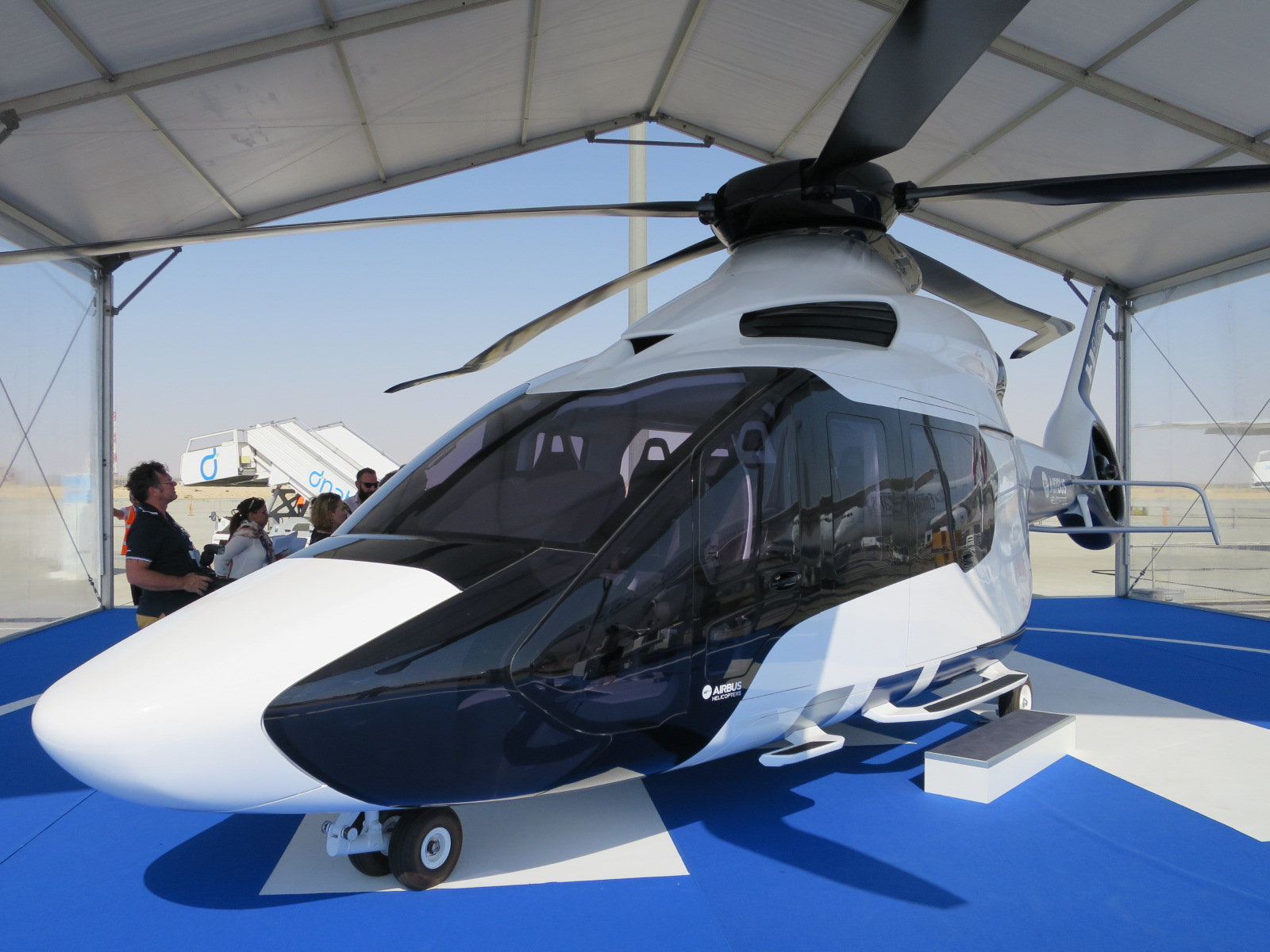
Makieta śmigłowca zaprezentowana na Dubai Airshow

H160 wyewoluował z rozpoczętego w 2011 roku programu znanego jako X4 (X-4). Formalnie, uruchomienie programu H160 zostało głoszone 3 marca 2015 roku na odbywających się w Orlando na Florydzie targach Heli-Expo gdzie Airbus zaprezentował swój projekt. W tym samym roku ukończono prace nad ostateczną konfiguracją śmigłowca. Według producenta, głównymi odbiorcami nowej maszyny mają być klienci z sektora określanego mianem offshore, szeroko pojęta obsługa morskich instalacji przemysłowych, między innymi platformy wiertnicze i wspierające je statki, służby porządku publicznego np. policja, klienci korporacyjni, wojsko, służby ratownictwa medycznego. W maszynie zastosowano szereg rozwiązań konstrukcyjnych, niespotykanych we wcześniejszych modelach Airbusa. Nowa, bezprzegubowa głowica wirnika głównego Speriflex. Pięciołopatowy wirnik główny, o większej efektywności dzięki zdwojonemu układowi stabilizatora poziomego oraz nowych łopatach Blue Edge. Zdaniem producenta pozwoliły one zwiększyć udźwig maszyny o 100 kg oraz znacząco zmniejszyć poziom hałasu generowany przez obracające się łopaty. Dzięki zastosowaniu zdwojonego stabilizatora śmigłowiec ma być również bardziej sterowny w locie przy niskich prędkościach. Awionika cywilnej wersji śmigłowca oparta jest na systemie Helionix opracowany przez Airbusa. Maszyn posiada chowane podwozie, co redukuje opór aerodynamiczny stawiany przez konstrukcję podczas lotu. W odróżnieniu od standardowo używanego hydraulicznego systemu chowania goleni podwozia, w H160 zastosowano układ elektryczny. H160 wyposażony jest znany z wcześniejszych konstrukcji Airbusa fenestron. Jego średnica wynosi 1,2 m, co czyni go największym tego typu wirnikiem wśród wszystkich śmigłowców, na których zastosowano tego typu rozwiązanie, do czasu powstania H160. Fenestron ustawiony jest pod kątem w stosunku do płaszczyzny poziomej co umożliwia mu generowanie dodatkowej siły nośnej. Wczesne plany producenta zakładały użycie systemu sterowania fly-by-wire jednak z uwagi na niewielkie zainteresowanie odbiorców tego typu rozwiązaniem i brak istotnych oszczędności masowych po jego zastosowaniu, zrezygnowano z cyfrowego układu sterowanie. Pierwszy prototyp śmigłowca wyposażono w jednostki Pratt & Whitney PW210E docelowymi jednostkami mają być jednak dwa turbowałowe silniki Safran Arrano 1A, lepiej sprawujące się na dużych wysokościach, w gorącym klimacie oraz generować mniejsze zużycie paliwa rzędu 10-15% w porównaniu do starszych jednostek. Airbus prowadził rozmowy z producentem silników, firmą Safran, rozmowy na temat pozyskania wersji rozwojowej silników Arrano 1A, ta jednak nie pojawi się wcześniej niż za około dekadę. Ukończony prototyp do swojego pierwszego lotu wzbił się 12 czerwca 2015 roku. W lutym 2016 roku producent wskazał firmę Thales i Helisim jako wykonawców symulatora lotu śmigłowca, mającego wesprzeć proces szkolenia załóg H160. 27 stycznia 2016 roku w powietrze wzniósł się po raz pierwszy drugi prototyp maszyny, wyposażony już w docelowe silniki Safran Arrano. Ogółem Airbus w programie lotów testów wykorzystuje trzy maszyny prototypowe (jedna z nich jest pierwszy śmigłowiec w konfiguracji seryjnej) oraz kolejne dwie do testów naziemnych.
W trakcie odbywającego się w dniach 26 lutego - 1 marca 2018 roku w Las Vegas targów Heli-Expo, Airbus poinformował o podpisaniu pięcioletniej umowy ramowej z brytyjską firmą Babcock International obejmującej zakup śmigłowców H160. Firma znana jest ze świadczenia usług o charakterze medycznym. Maszyny zostaną skonfigurowane w wersji ratownictwa medycznego. Tym samym Babcock został pierwszym cywilnym użytkownikiem H160. Z kolei 12 kwietnia 2021 roku poinformowano o złożeniu zamówienia na H160 przez indonezyjską firmę Derazona Helicopters. Stanie się ona pierwszym azjatyckim użytkownikiem francuskiego śmigłowca. Derazona działa w branży petrochemicznej, energetyki morskiej, jak również transportu pasażerskiego.
1 lipca 2020 roku producent poinformował o otrzymaniu certyfikatu typu wydanego przez Agencje Unii Europejskiej ds. Bezpieczeństwa Lotniczego. Proces certyfikacyjny poprzedzony został odbyciem ponad 1500 godzin lotów przez trzy, uczestniczące w testach śmigłowce prototypowe, pierwszego egzemplarza seryjnego i dwóch płatowców przeznaczonych do prób naziemnych.
W połowie lutego 2021 roku, grupa energetyczna Royal Dutch Shell podała do wiadomości informację, iż wybrała ofertę firmy Petroleum Helicopters International (PHI), której śmigłowce obsługują platformy wydobywcze w Zatoce Meksykańskiej. PHI będzie wspierał platformy Shella działające na tym akwenie, operując czterema, zakupionymi H160. Przed realizacją całości kontraktu, Airbus zobowiązał się dostarczyć PHI jeden egzemplarz H160 w celu zapoznania się personelu z jego obsługą techniczną i eksploatacją. 
9 sierpnia 2021 roku, podano do publicznej wiadomości informacje o przeprowadzonych na terenie Maroka testach śmigłowca. Próby przeprowadzano w okolicach miasta Warzazat. Ich celem było sprawdzenie działania śmigłowca i jego systemów pokładowych w warunkach silnego zapylenia i warunkach pustynnych. W trakcie badań, H160 (egzemplarz prototypowy PT2) spędził w powietrzu około 10 godzin. Obok testów w locie, zweryfikowano równie procedury czyszczenia przeciwpyłowych filtrów powietrza.
Pandemia COVID-19 we Francji uderzyła również we francuski przemysł lotniczy. W pierwszym kwartale 2021 roku Airbus zanotował spadek zamówień na swoje śmigłowce rzędu 26% w porównaniu z analogicznym okresem 2020 roku. W ramach wsparcia krajowego przemysłu, w 2020 roku, francuski rząd ogłosił plan stymulujący gospodarkę. Wśród celów rządowego plany znalazła się zapowiedź zakupu dziesięciu egzemplarzy H160 przeznaczonych dla Francuskiej Żandarmerii Narodowej. To i inne zamówienia, pozwoli Airbus Helicopters zachować 960 miejsc pracy w przeciągu trzech lat.
30 czerwca 2023 roku producent poinformował o uzyskaniu certyfikatu typu wydanego przez amerykańską Federal Aviation Administration, tym samym otwarta została droga do rozpoczęcia sprzedaży śmigłowca na rynku amerykańskim. Do czerwca 2023 roku Airbus dysponował zamówieniami na ponad 100 cywilnych maszyn H160 w tym tuzina od odbiorców amerykańskich. Pierwszym użytkownikiem śmigłowca z USA została firma PHI Aviation, która zakupiła cztery maszyny do obsługi instalacji Shell Exploration & Production Company w rejonie Zatoki Meksykańskiej.

## Warianty
- H160 – wersja podstawowa

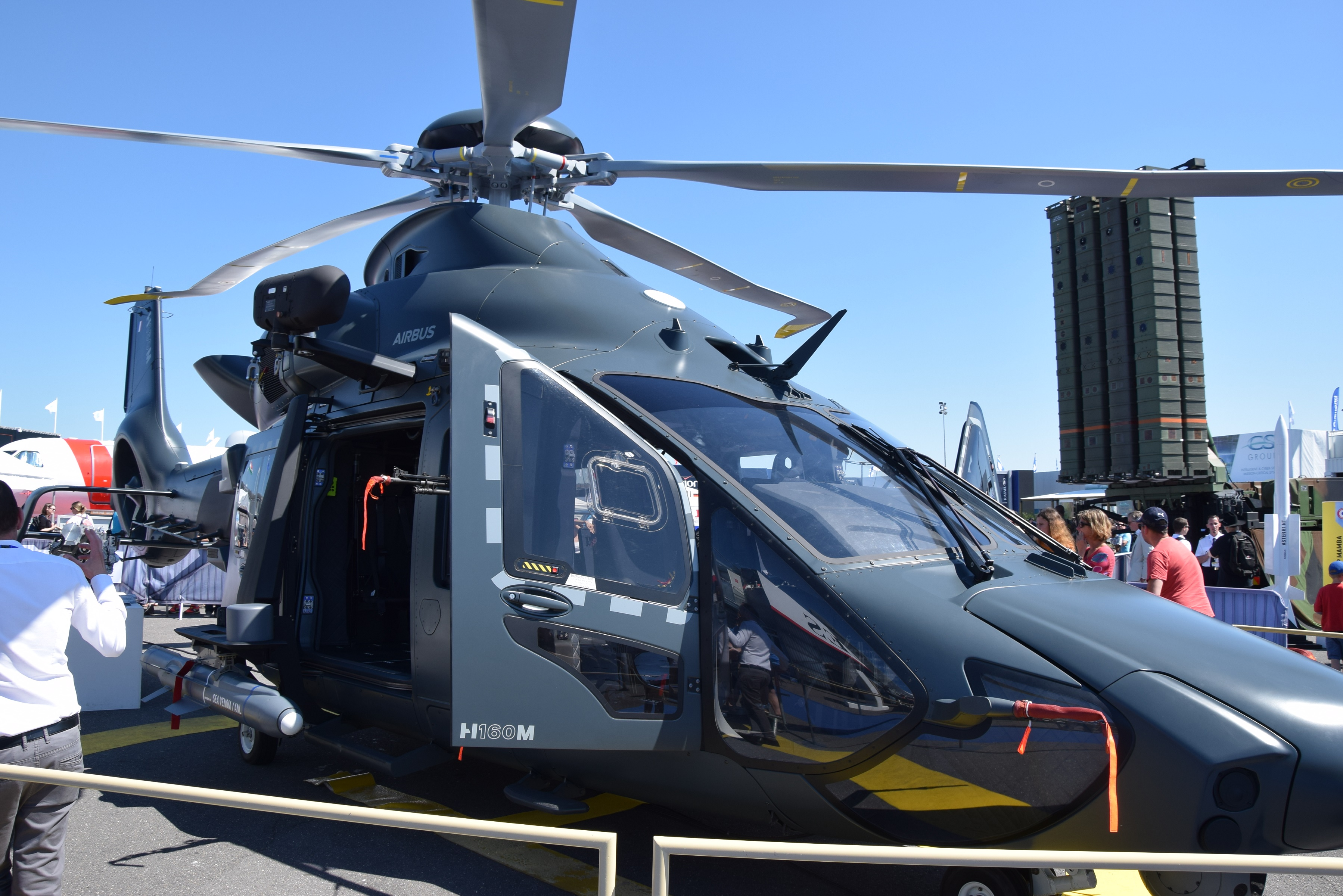
Makieta śmigłowca H160M

- VIP ACH160 – wersja VIP z luksusowym wyposażeniem kabiny pasażerskiej.
- H160M  Guépard – 3 marca 2017 roku, ówczesny francuski minister obrony Jean-Yves Le Drian ogłosił zamiar zakupu w ramach programu Hélicoptère Interarmées Léger (Wspólnego Śmigłowca Lekkiego) od 160 do 170 nowych śmigłowców. Nowa konstrukcją zostanie znajdujący się wówczas na etapie prób prototypu H160. Śmigłowce zastąpią używane przez Armée de terre i Armée de l’air Aérospatiale AS550 Fennec, Aérospatiale Gazelle z armii lądowej, Eurocopter Dauphin i Eurocopter Panther z Marine Nationale. Będzie również oficjalnym następcą śmigłowców Aérospatiale Alouette III. Ostatecznie, agencja Direction Générale de l'Armement zamówiła 169 maszyn[14], z których największa część, 80 egzemplarzy, przypadnie wojskom lądowym, 49 marynarce wojennej i 40 siłom powietrznym. W wojskowej wersji, śmigłowiec ma być zdolny do przewozu dwóch członków załogi i pięciu w pełni wyposażonych żołnierzy. W wersji ewakuacji medycznej dwóch pilotów i dwóch par noszy. Dostęp do wnętrza kabiny pasażerskiej/towarowej zapewniają duże przesuwane drzwi znajdujące się po obydwu stronach kadłuba. Wojskowa wersja będzie wyposażona w filtry na wlotach powietrza do silników. Nad kabiną umieszczony zostanie specjalny nóż do cięcia przewodów. Wojskowa wersja ma mieć możliwość transportu podwieszanych pod kadłubem ładunków. Wzmocnione podwozie, dysze wylotowe gorących gazów spalinowych z silników zostaną wyposażone w rozpraszacze i skierowane do góry. Wersja mająca operować na obszarami wodnymi, pokryta będzie nowymi, antykorozyjnymi lakierami. Przeprojektowaniu ulegnie część nosowa śmigłowca, na niej umieszczone zostaną specjalne głowice obserwacyjne. Maszyny przeznaczone do operowania z pokładów okrętów wojennych będą wyposażone w system wspomagania lądowania na pokładzie oraz kotwiczenia śmigłowca z harpunem współpracującym z kratą. Wspólnym dla wszystkich wersji ma być system samoobrony i łączności. Śmigłowce, bez względu na rodzaj służby, będą mogły przenosić uzbrojenie. Przenoszone na zewnątrz, podwieszane będzie na specjalnych wysięgnikach. W skład uzbrojenia mają wchodzić między innymi przeciwokrętowe pociski manewrujące MBDA Anti-Navire Léger (ANL) (oznaczona jako Sea Venom w wersji przeznaczonej dla Royal Navy), zasobniki strzeleckie FN HMP400 z karabinami kalibru 12,7 mm FN M3P i zapasem amunicji 400 sztuk, w bocznych oknach kadłuba karabiny maszynowe MAG58 kalibru 7,62 mm. H160M ma dysponować modułową konstrukcją, ma to umożliwić szybką konfigurację maszyny pod kątem wykonywanego zadania oraz równie szybką rearanżację jej wyposażenia jeśli zadanie ulegnie zmianie. Maszyny przeznaczone dla sił powietrznych mają prowadzić zadania poszukiwawczo-ratownicze, w tym w głębi wrogiego terytorium, zadania ratownicze oraz zwalczać nieprzyjacielskie aparaty bezzałogowe. Śmigłowce marynarki mają przede wszystkim zwalczać cele nawodne, zadania osłonowe oraz podobnie jak maszyny przeznaczone dla armii lądowej misje poszukiwawczo-ratownicze. Awionika maszyny ma być oparta na systemie Thalesa FlytX. System powstał na bazie wcześniejszego układu Avionics 2020, zaprezentowanego po raz pierwszy przez producenta w 2013 roku. Francuskie ministerstwo obrony jest pierwszym zamawiającym FlytX. Piloci wojskowej maszyny będą dysponowali trzema dużymi wielofunkcyjnymi, kolorowymi ekranami dotykowymi[15].

Oczekując dostaw H160M dla marynarki, francuskie Ministerstwo Obrony Narodowej, 31 grudnia 2019 roku podpisało porozumienie o wypożyczeniu śmigłowców Dauphin, które zastąpią przestarzałe maszyny Alouette III, wciąż wykorzystywane w Marine Nationale. Tuzin śmigłowców ma pochodzić od firm DCI a ich modyfikacją, przystosowującą maszyny do wymagań marynarki zajmie się firma Héli-Union. Okres wypożyczenia maszyn wynosi 10 lat. Rozwiązanie ma umożliwić francuskiej marynarce wywiązywanie się ze stawianych jej zadań przy użyciu śmigłowców, w okresie oczekiwania na nowe Guépardy, które mają zacząć trafiać na jej wyposażenie w 2028 roku. W celu umożliwienia szybszego zapoznania się z nową konstrukcją, lotnictwo maryanrki, 31 stycznia 2020 roku zawarło porozumienie o wypożyczeniu czterech cywilnych H160, które mają służyć jako maszyny ratownicze na wybrzeżu Atlantyku i kanału La Manche. Śmigłowce mają służyć przez okres 10 lat. Odpowiednie umowa podpisana została z konsorcjum, w którego ze strony producenta weszły Airbus Helicopters, Babcock i Safran Helicopters. Śmigłowce mają zostać dostarczone w 2022 roku.